# Franse literatuur in de 20e eeuw (1914-1945)
De ideologische oorlog volgt op de oorlog van de natiestaten. Verschillende autoritaire regimes zien het licht, zowel ter linker- (oktoberrevolutie als ter rechterzijde (Italië, 1922 – Duitsland 1933). In 1929 luidt de "Krach" van Wall Street de grote economische crisis in. Ook de parlementaire regimes gaan bankroet (1936: Volksfront in Frankrijk; de Spaanse burgeroorlog). De Tweede Wereldoorlog vertoont, naast de gebruikelijke verschrikkingen, ook een macabere nieuwigheid: de naziconcentratiekampen.
Het einde van de oorlog in 1945 is het begin van een schijnvrede: er is de Koude Oorlog tussen Oost en West; en de dekolonisering is de aanzet van een economische oorlog tussen Noord en Zuid. Op deze twee spanningslijnen ontstaan in de hele wereld talrijke conflicthaarden, waarboven dan ook nog de dreiging hangt van de nucleaire Apocalyps, de algehele vernietiging van de wereld.
De enorme wetenschappelijke en technische vooruitgang dient de oorlog en de mogelijke vernietiging van onze planeet. Hij wordt niet gebruikt voor de ontwikkeling van landen en volkeren. Deze absurde situatie ondergraaft vele psychologische, filosofische, en morele waarden. En de kunst, en meer bepaald de literatuur, gaat meer en meer vragen stellen, maar geen antwoorden meer leveren.

## 1914-1940: Op zoek naar nieuwe waarden
Vlak na het einde van de Eerste Wereldoorlog komen de dolle jaren twintig. Maar de vragen en onrust die door de oorlog werden opgeroepen hebben een diepliggende malaise veroorzaakt.
Heel wat schrijvers reageren tegen de mediocriteit van de massa, die de lessen van de oorlog niet schijnt begrepen te hebben. Bij zowat allen staan de literaire creatie, en het belang van het individu centraal. In hun meestal traditioneel opgevatte werken neemt de psychologische analyse een centrale plaats in.
Het individu wordt getranscendeerd in het unanimisme, dat het bestaan van een groep (massa, stad, natie, continent) voelbaar wil maken. Het zingt de lof van solidariteit, wederzijds begrip, naastenliefde, die de mens boven zichzelf doen uitstijgen.
- Jules Romains, Les hommes de bonne volonté (roman), Knock ou le triomphe de la médecine (toneel) (1932-46).

Godsdienst kan de mens helpen om problemen op te lossen in plaats van ervoor te vluchten in het vermaak van de dolle jaren twintig.
- Paul Claudel, Le soulier de satin (toneel) (1924), L'annonce faite à Marie (toneel) (1912).
- François Mauriac, Thérèse Desqueyroux (1927), Génitrix (1923), Le noeud de vipères (1932), Le mystère Frontenac (1933).
- Julien Green, Léviathan (1929), Moïra (1950).
- Georges Bernanos, Journal d'un curé de campagne (1936), Dialogue des Carmélites (toneel) (1948).

Voor verschillende schrijvers is de waarde van de mens het vertrekpunt om de problemen van het leven aan te pakken.
- Jean Anouilh, Le bal des voleurs (1932), Le voyageur sans bagage (toneel) (1937), Antigone (1932), La répétition ou l'amour puni (1947) (toneel).
- Jean Giono, Regain (1930).
- Roger Martin du Gard, Les Thibault (1922-40).
- Georges Duhamel, Les Pasquier (1933-41).
- Jean Giraudoux, La guerre de Troie n'aura pas lieu (toneel) (1935).
- Henry de Montherlant, Les Jeunes Filles (1936), La reine morte (toneel) (1942).
- Antoine de Saint-Exupéry, Terre des hommes (1939).
- Raymond Radiguet, Le Diable au corps (1923).

Naast de meesters van de traditionele stijl ...
- Colette, La maison de Claudine (1922).

... zijn er anderen die in hun literaire techniek een aanzet geven tot vormvernieuwing.
- Saint-John Perse, Éloges (1911), Vents (poëzie) (1946).
- Marcel Proust, À la recherche du temps perdu (1913-27).
- André Gide, Les Faux-Monnayeurs (1925), L'immoraliste (1902), La porte étroite (1908), Les caves du Vatican (1914), La symphonie pastorale (1919).
- Louis-Ferdinand Céline, Voyage au bout de la nuit (1932), Mort à crédit (1936), Nord (1960), Rigodon (1969).
- Jean-Paul Sartre, La nausée (1938).
- Albert Camus, L'Etranger (1942).
- Jean Cocteau, Les enfants terribles (1929).

Duidelijk politieke opvattingen zijn meestal afwezig in al de tot hiertoe opgesomde werken. De ontwikkelingen die de Franse en internationale politiek in de jaren dertig doormaken, zullen de meeste schrijvers ertoe brengen positie te kiezen.

## Dadaen hetsurrealisme(1916-1940)
Enkele groepen schrijvers gaan de wereld en de "cultuur" die de Eerste Wereldoorlog mogelijk maakten in hun geheel verwerpen.
Zo bijvoorbeeld de scherp negatieve, agressieve, nihilistische, antiburgerlijke, antinationalistische "Dada"-beweging (1916-20).
- Tristan Tzara, Manifeste Dada (1918).

De groep van de surrealisten (1920-±60), met André Breton als onbetwiste leider, is complexer. De schrijvers sympathiseren met revolutionaire ideologieën (marxisme, materialisme). Tegelijk worden zij aangetrokken door de totale vrijheid, tot in het irrationele. De groep zal dan ook uiteenvallen.
Sommigen blijven die contradictie koesteren.
- André Breton, Manifeste du Surréalisme (1924), Nadja (1928), Second Manifeste du Surréalisme (1930), L'amour fou (1937).
- Benjamin Péret, Le grand Jeu (poëzie) (1928).

Sommigen verlaten de groep omdat ze geen politiek engagement willen.
- Antonin Artaud, Le théâtre et son double (essais) (1932).

Nog anderen laten de groep achter, juist om een politieke functie te kunnen uitoefenen.
- Louis Aragon, Le paysan de Paris (roman).

De surrealisten, die voorlopers hadden zoals Apollinaire, Cendrars, Jarry, reageren tegen de traditionele esthetica en literaire vormen. De traditionele schriftuur vervangen zij door taalspelen (collages, "écriture automatique", ...). Ook inhoudelijk voeren zij een radicale revolutie door: het surreële kennen, en zo de vrijheid veroveren, kan niet via de ratio, maar via poëzie, via het bovennatuurlijke ("l'amour fou", dromen, waanzin, toeval, erotiek, het freudiaanse onbewuste ...).
- Jules Supervielle, L'enfant de la haute mer (sprookjes) (1931)
- Paul Éluard, Capitale de la douleur (poëzie) (1926)
- René Char, Le marteau sans maître (poëzie) (1934)
- Robert Desnos, Corps et biens (poëzie) (1930)

Vele procedés van de surrealisten zijn ondertussen gemeengoed geworden. Maar in hun tijd vormden zij een avant-garde, bekend bij intellectuelen en artiesten, maar niet bij het grote publiek.

## Geëngageerde literatuur (1930-1960)
(De term komt van Sartre, bij wie het dan wel uitsluitend gaat om een links engagement.)
De turbulente geschiedenis van de 20e eeuw (2 wereldoorlogen; economische crisis; burgeroorlogen; communisme; nazisme; fascisme; opkomst en verdwijnen van supermachten; ...) brengt heel wat schrijvers tot een politiek engagement, minstens in hun schrijven, soms ook in hun handelen.
Communisme
- Louis Aragon, Le monde réel (1934-51).

Links engagement in het algemeen.
- Jean-Paul Sartre, Les chemins de la liberté (1945-51), Les mains sales (toneel) (1948).
- Albert Camus, La Peste (1947), L'homme révolté (essai) (1951).

Nationalisme (na de oorlog wordt dit het gaullisme).
- André Malraux, La condition humaine (1933), L'espoir (1937).

Rechts engagement.
- Pierre Drieu la Rochelle, Notes pour comprendre le siècle (essais) (1941).
- Robert Brasillach, Notre avant-guerre (essais) (1941).

Uiterst rechts.
- Louis-Ferdinand Céline, Bagatelles pour un massacre (1937).

Politiek geëngageerde literatuur beoogt sociaal nut, ze wil de wereld veranderen. De eerste bedoeling van de schrijvers is een boodschap overbrengen in plaats van vormvernieuwing. Typische genres zijn het pamflet, de thesisroman, politiek theater. Dat "utilitarisme" belet overigens niet dat sommige werken uitzonderlijke literaire kwaliteiten bezitten.

## Opkomst van de massacultuur (1918-...)
"Massacultuur" dient hier te worden verstaan als een cultuur waarvan de producten massaal worden geproduceerd, om door de massa te worden geconsumeerd.
De massa verkrijgt toegang tot die cultuurproducten, niet via het onderwijs, maar via de "nieuwe" media: vooral de film (Fernandel en Jean Gabin zijn twee bekende acteurs uit deze periode) en de radio (Édith Piaf, Maurice Chevalier, Tino Rossi).
De middenklasse en de kleine burgerij vormen het publiek van het boulevardtoneel.
- Sacha Guitry
- Marcel Pagnol, Marius / Fanny / César (1928-31), Topaze (1928).

Ook het stripverhaal vindt massaal zijn ingang bij het publiek, zowel ingevoerd uit Amerika (Tarzan, Superman), als authentiek Franstalig (Kuifje).